# Chikuwa
 (février 2021).
Si vous disposez d'ouvrages ou d'articles de référence ou si vous connaissez des sites web de qualité traitant du thème abordé ici, merci de compléter l'article en donnant les références utiles à sa vérifiabilité et en les liant à la section « Notes et références ».

Le chikuwa (竹輪) est un aliment obtenu en pétrissant de la chair de poisson avec du sel, du sucre, de l'amidon et du blanc d'œuf, en l'enrobant sur d'épaisses brochettes de bambou ou de métal en forme de bâton, et en le faisant cuire au four, à la vapeur ou à l'eau.

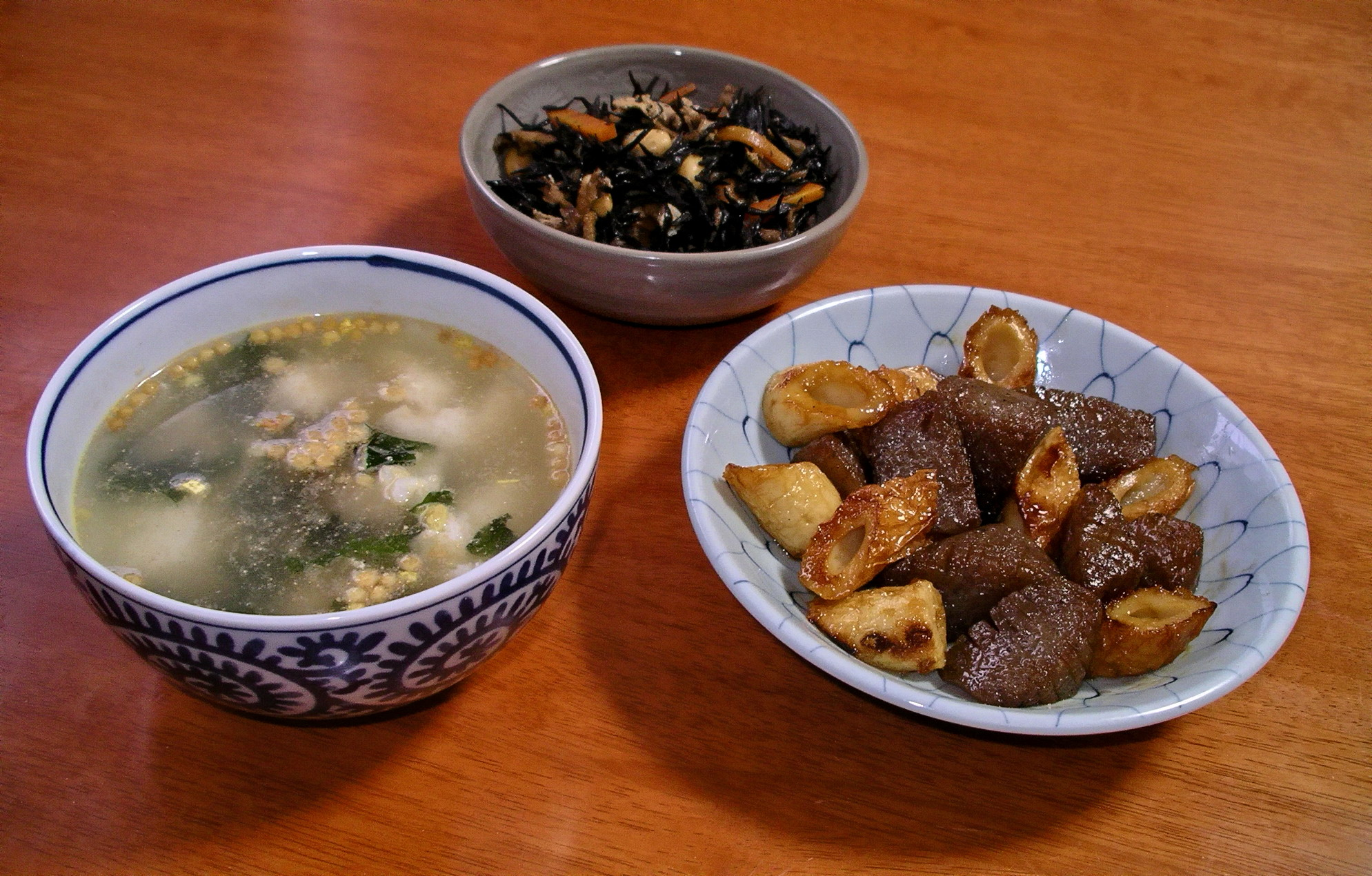
Ochazuke servi avec du chikuwa
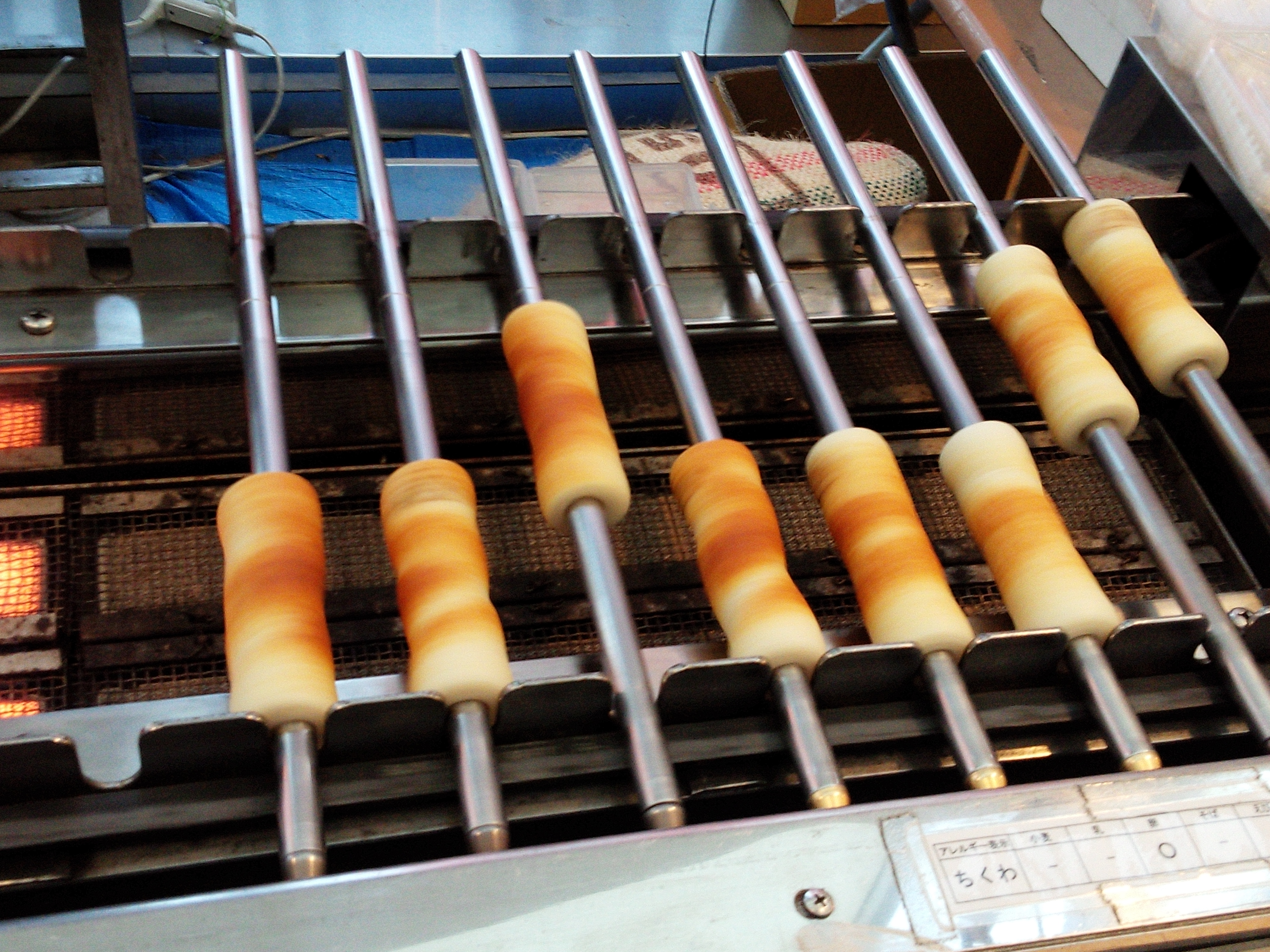
Fabrication de chikuwa
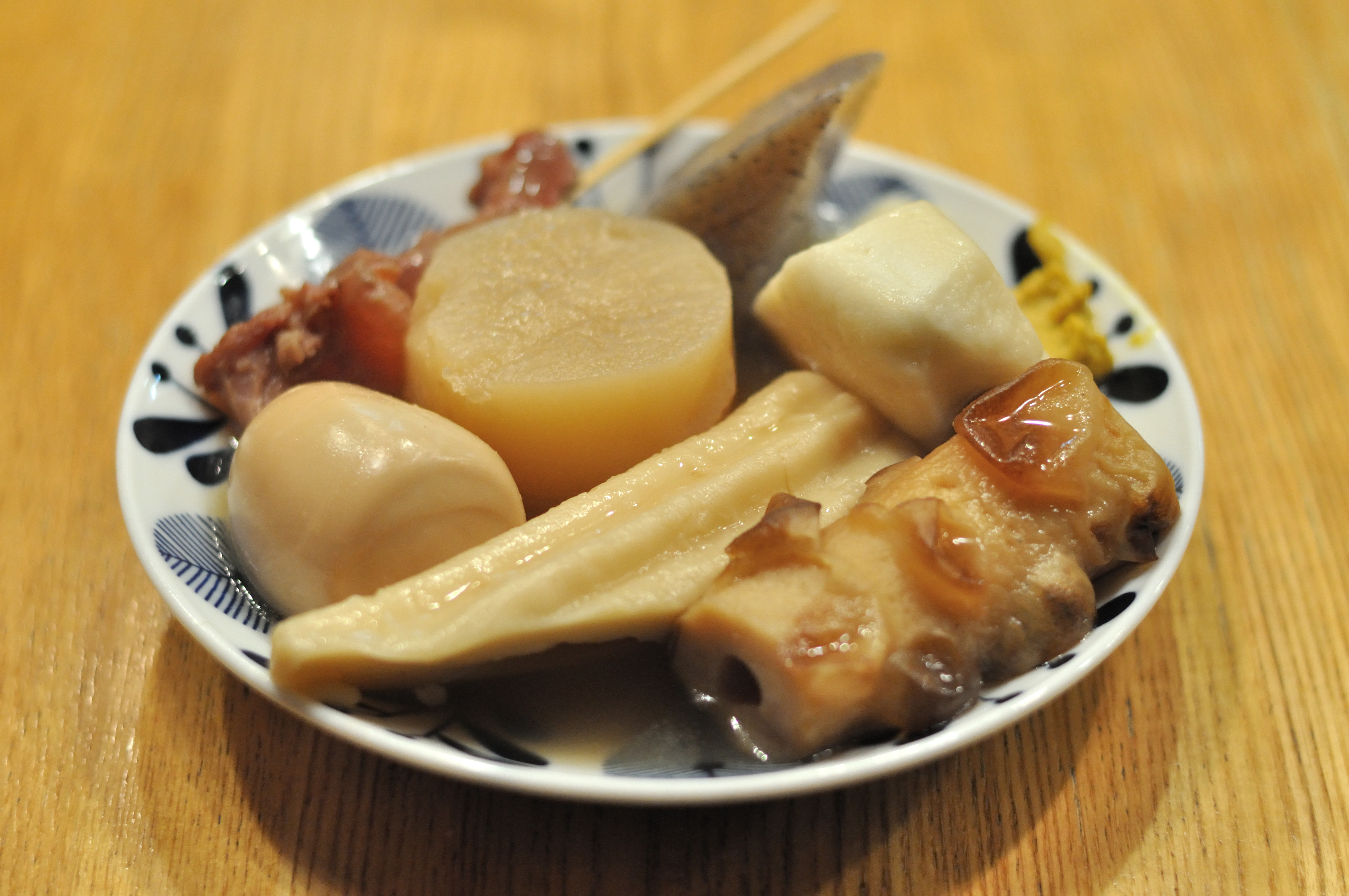
Chikuwa dans une assiette d'oden
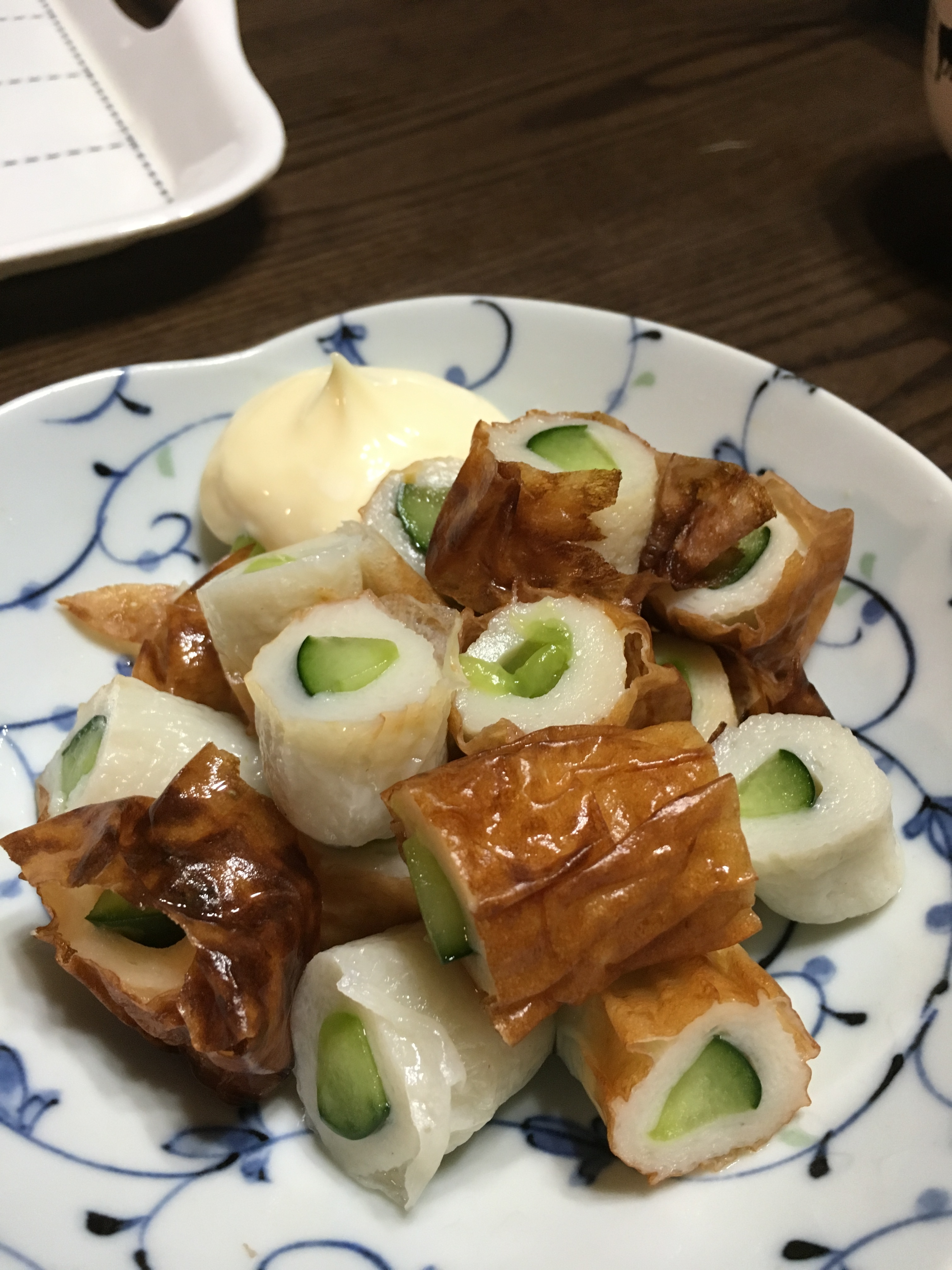
Chikuwa garni de concombre